# Eumichtis jucundissima
Eumichtis jucundissima là một loài bướm đêm trong họ Noctuidae.